# Resolució 1438 del Consell de Seguretat de les Nacions Unides
La Resolució 1438 del Consell de Seguretat de les Nacions Unides fou adoptada per unanimitat el 14 d'octubre de 2002. Després de reafirmar la resolució 1373 (2001), va condemnar els atacs amb bombes a Bali, Indonèsia, el 12 d'octubre de 2002.
El Consell de Seguretat va reafirmar la necessitat de combatre les amenaces a la pau i la seguretat internacionals causades per actes terroristes. Va condemnar els atacs a Bali que van causar ferits i la pèrdua de moltes vides, així com els actes terroristes duts a terme en altres països. El Consell va expressar la seva simpatia i condolences a les famílies de les víctimes i al govern i al poble d'Indonèsia.
La resolució insta tots els estats a cooperar i proporcionar assistència a les autoritats d'Indonèsia per portar els responsables a la justícia d'acord amb les seves obligacions en virtut de la Resolució 1373. Finalment, el Consell va concloure expressant la seva determinació per combatre totes les formes de terrorisme.